# Togger
Togger ist ein überwiegend Ende 1936 gedrehtes Filmdrama mit nationalsozialistischen Tendenzen gegen allgemeine Überfremdung und das unabhängige Pressewesen in der Demokratie. Die Titelrolle spielt Paul Hartmann, an seiner Seite wirken Renate Müller und Mathias Wieman. Der Film wurde am 12. Februar 1937 in Berlin uraufgeführt.
Togger zählt zu den über 40 stark propagandistischen Filmen nationalsozialistischer Produktion, die von der Friedrich-Wilhelm-Murnau-Stiftung als Vorbehaltsfilm eingestuft wurden. Diese Filme gehören zum Bestand der Stiftung, sind nicht für den Vertrieb freigegeben und dürfen nur unter den Bedingungen der Stiftung sowie mit deren Zustimmung gezeigt werden.

## Handlung
Zur Zeit der Weimarer Republik: Der international agierende Reuler-Konzern betreibt in Deutschland eine aggressive Akquisitionspolitik. Die heimische Industrie gerät mehr und mehr in die Hände dieses ominösen Wirtschaftsgiganten, und niemand scheint sich dieser drohenden „Fremdherrschaft“ entgegenzustellen. Nur einer ist bereit, den Kampf gegen den Riesen aufzunehmen: der Chefredakteur der Zeitung Der Neue Tag, Togger. Ihm fest zur Seite steht eine der Öffentlichkeit unbekannte Person, die sich selbst ominös „Lux“ nennt. Der Reuler-Konzern versucht die Identität von Lux zu lüften, jedoch vergeblich. Erst Toggers Kollege Peter Geis vom Siebenstädter Boten gelingt dieses Kunststück, und zwar eher zufällig. Bei einem Autounfall lernt dieser die junge Hanna Breitenbach kennen. Sie ist Lux und im Übrigen die Tochter des Chefs vom Neuen Tag, Professor Breitenbach.
Der Reuler-Konzern versucht mit allen Mitteln, den Neuen Tag in die Knie zu zwingen. Erst werden die Setzer zu einem Streik aufgestachelt, den Togger jedoch schon im Ansatz beenden kann. Dann versucht man über die Frau an der Seite von Rudolf Breitenbach, dem Mitbesitzer und Verlagsleiter, Einfluss auf den Alten zu gewinnen. Diese verschwenderische Sängerin namens Maria da Costa kostet Breitenbach ein Vermögen; soeben hat er eine Revue mit ihr finanziert. Breitenbach lässt sich mit den Reuler-Leuten auf einen windigen Deal ein. Über Börsenspekulationen gelingt es diesen Hintermännern, den Neuen Tag und damit auch die Familie Breitenbach finanziell zu ruinieren. Dann geht auch noch der Papierlieferant der Zeitung, die Ostdeutschen Papiermühlen, in Flammen auf. Schließlich geht Der Neue Tag in den Besitz von Reuler über.
In der Zwischenzeit hat sich Peter Geis Toggers und Hannas Kampf gegen die Reuler-Machenschaften angeschlossen. Als erste Maßnahme der neuen Zeitungsbesitzer wird Chefredakteur Togger entlassen. Rudolfs Bruder, Professor Breitenbach, verliert ebenfalls seinen Chefsessel. Während Hanna, trotz ihrer gewachsenen Liebe zu Peter, aus Solidarität zu Togger an seiner Seite weiterkämpfen will, beschließt Geis mit einer kleinen Artikelreihe im Siebenstädter Boten seine eigene Schlacht der kleinen Nadelstiche gegen Reuler fortzusetzen. Während einer Pressekonferenz nimmt Peter Geis eindeutig Stellung zugunsten Toggers und seiner Arbeit gegen Reuler. Er erreicht immerhin, dass sich nunmehr die Behörden der Anschuldigungen Toggers annehmen wollen. Dann kommen die Nationalsozialisten an die Macht.
Die Umstände nehmen plötzlich eine komplette Kehrtwendung. Das neue Regime lässt einen Mittelsmann des Reuler-Konzerns beim Versuch des Grenzübertritts verhaften, und der Mann wird wegen Brandstiftung angeklagt. Ein anderer Reuler-Mitarbeiter wird in Berlin festgehalten. Togger erhält seinen Chefredakteursposten beim Neuen Tag zurück, und Peter Geis findet in Hanna eine neue Liebe.

## Produktionsnotizen
Togger entstand infolge eines „berufsständigen Preisausschreibens für einen wirklichen Zeitungsfilm“. Die Dreharbeiten fanden überwiegend zwischen Oktober und Dezember 1936 mit einigen Nachdrehs im Januar 1937 statt. Ein Drehort war das Verlagshaus des Ullstein-Verlags in Berlin-Tempelhof.
Der Film erhielt das NS-Prädikat „Staatspolitisch wertvoll“ und wurde ab 14 Jahren freigegeben.
Togger war die letzte Arbeit des Filmstars Renate Müller.
Fritz Rasp spielt hier wie so oft in seiner Karriere einen (strippenziehenden) Finsterling, der in Togger als Inbegriff alles Undeutschen und bedrohlich Fremden auch prompt einen ausländisch klingenden Namen erhalten hat: Dublanc.
Gustav A. Knauer und Alexander Mügge entwarfen die Bauten, Manon Hahn die Kostüme.
Die Togger-Stars Hartmann und Wieman konnte man vier Jahre später erneut Seite an Seite in einem propagandistischen NS-Film sehen: Ich klage an.
Aufgrund seiner politischen Tendenzen wurde die Aufführung des Films nach 1945 von den alliierten Militärbehörden verboten.

## Kritiken
In der Neuen Freien Presse steht in der Ausgabe vom 15. Januar 1938 auf Seite 11: „Der Film ‚Togger‘ vermittelt – was amerikanische Filme schon oft getan haben – Einblick in das Zeitungsmilieu. Der Zuschauer erlebt, allerdings nicht zusammenhängend und weder chronologisch noch sachlich geordnet, sondern in einem aus vielen Einzelheiten zusammengesetzten Bild, die Entstehung und Herstellung einer großen Tageszeitung. Darüber hinaus zeigt der Film den hier einigermaßen abstrakt aufgebauten und weltanschaulich fundierten Kampf einer Zeitung gegen Mißstände in der Wirtschaft.“
In der Österreichischen Film-Zeitung vom 21. Januar 1938 ist auf Seite 3 zu lesen: Erzählt werde vom „Kampf einer mutigen Zeitung gegen die Ueberfremdung der deutschen Industrie bis zum Endsieg. Dieser Stoff bietet reichlich Gelegenheit, die Arbeit der Presse zu schildern.“
Das große Personenlexikon des Films nannte den Film „ein nationalsozialistisch getöntes Pamphlet gegen die Pressefreiheit im allgemeinen und vermeintliche, ausländische Überfremdung deutscher Zeitungen im speziellen.“